# Королівство Раттанакосін
Королівство Раттанакосін, або Королівство Сіам (тай. อาณาจักรรัตนโกสินทร์, вимовляється [āːnāːt͡ɕàk ráttanákōːsǐn] ( прослухати); тай. ราชอาณาจักรสยาม, трансліт. Ratcha-anachak Sayam) — період в історії Таїланду з 1782 по 1932. Раттанакосін був тайським королівством, з центром в місті Бангкок. Раттанакосін включав васальні держави Камбоджі, Лаосу і деякі малайські царства. Королівство було засновано королем Буддха Йодфа Чулалоке з династії Чакрі. У першу половину цього періоду відбулася консолідація влади королівства, хоча і виникали періодичні конфлікти з Бірмою, В'єтнамом і Лаосом. Пізній період був періодом взаємодії Сіаму з колоніальними державами Англії і Франції, в якому у вдалося стати єдиною державою-не колонією в Південно-Східній Азії. Зсередини держава перетворилася на сучасну, суверенну і централізовану. Значний економічний і соціальний прогрес був зроблений із збільшенням зовнішньої торгівлі, скасуванням рабства та розширення освіти для середнього класу, однак не було серйозних політичних реформ. У кінцевому рахунку абсолютна монархія була замінена після революції 1932 року конституційною монархією.

## Історія
У 1767 році, після майже 400-річного періоду домінування в Південно-Східній Азії, королівство Аюттхая було розгромлено Бірмою.

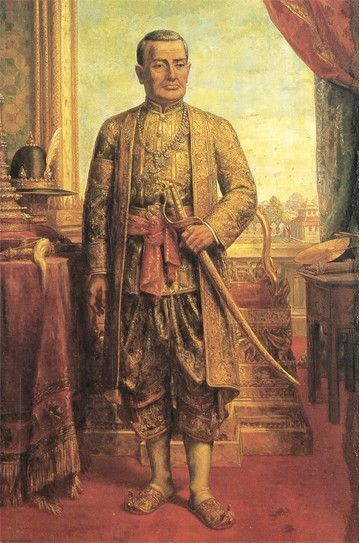
Рама I Великий

Незважаючи на свою повну поразку і окупацію Бірмою, Сіам швидко відновився. Опір бірманцам очолював дворянин китайського походження Таксин, здатний воєначальник. Спочатку на базі Чантабурі на південно-сході, і протягом року він переміг бірманські армії і відновив державу зі столицею в Тхонбурі на західному березі річки Чаопхрая. У 1768 році він був коронований як король Таксин. Він швидко в 1769 році зайняв західну Камбоджу. Потім Таксин вирушив на південь і повернув Малайський півострів, а також Пенанг і Теренггану. Таким же чином йому вдалося підпорядкувати всі сусідні лаоські, камбоджійські і в'єтнамські держави.
Незважаючи на ці успіхи, в 1779 сам Таксин опинився в політичній ізоляції. Врешті-решт він почав стверджувати, що він реінкарнація Будди і взагалі божественна постать. Іноземні спостерігачі почали підозрювати, що скоро він буде повалений. У 1782 році Таксин послав війська генерала Чакрі, майбутнього Рами I, вторгнутися в Камбоджу, але, поки вони були далеко, спалахнуло повстання в околицях столиці. Повстанці, які знайшли широку народну підтримку, запропонували престол генералу Чакрі. Чакрі рушив назад з Камбоджі і скинув Таксина, який, як повідомляється, був «таємно страчений» незабаром після цього.

### Рама I (1782—1802)
Чакрі відомий як Король Рама I, засновник династії Чакрі. Одним з перших його рішень було перенести столицю через річку в село Бангк Маког (що означає «місце з оливковими сливами»), який незабаром став містом Бангкок. Нова столиця була розташована на півострові Раттанакосін.
Рама I відновив велику частину соціальної і політичної системи, що існувала в царстві Аюттхая, прийняв нові закони, відновив придворні церемонії і зміцнив дисципліну буддійського чернецтва. Під час його правління були засновані шість міністерств, які очолювали принци. Армія перебувала під контролем брата короля і його найближчого соратника, Упарата. Бірманці, бачачи безлад, який супроводжував повалення Таксина, знову вторглися в Сіам в 1785 році. Рама дозволив їм зайняти землі на півночі та півдні, але Упарат, віце-король, його брат, на чолі сіамської армії в західному Сіамі знищив бірманські війська в битві під Канчанабурі. Це було останнє велике вторгнення у Сіам, хоча ще в 1802 бірманські війська були вигнані з Ланни. У 1792 році сіамці окупували захопили Лаос і Камбоджу. До моменту його смерті в 1809, Рама I створив державу вдвічі більшу, ніж сучасний Таїланд.

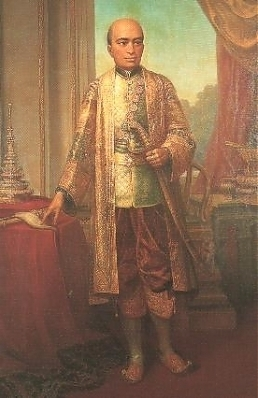
Рама II

### Рама II (1809—1824)
Правління його сина Рами II було відносно спокійне. У 1813 трапилася конфронтація з В'єтнамом, який був впливовою силою в регіоні. Вплив Заходу почав все більше відчуватися: у 1785 англійці окупували Пенанг і в 1819 вони заснували Сінгапур. Незабаром англійці замінили голландців і португальців в якості основного західного економічного і політичного гравця в Сіамі. Англійці були проти сіамської економічної системи, в яких князі мали торговельні монополії. У 1821 з Британської Індії була спрямована дипломатична місія, яка зажадала, щоб Сіам зняв обмеження на вільну торгівлю: перша ознака, що в XIX столітті внутрішня політика Сіаму буде регулюватися.

### Рама III (1824—1851)
Після смерті Рами II в 1824, його змінив його син, тепер відомий як Рама III. У 1825 британці контролювали Південну Бірму і були безпосередніми сусідами Сіаму, а їх контроль над півостровом було розширено. Цар не хотів підкорятися британцям, але його радники попередили його, що якщо Сіам не буде поступливим, його чекає та ж доля, що і Бірму. Тому в 1826 році в Сіамі набув чинності перший договір про торгівлю із Заходом. Договір обіцяв ввести в Сіамі єдину систему оподаткування, щоб зменшити податки на зовнішню торгівлю, а також усунути деякі королівські монополії. Як результат, торгівля стала швидко зростати, кількість іноземців збільшилась, вони селилися в Бангкоку. Королівство ставало багатшим, що дозволило поліпшити стан збройних сил.
З 1842 по 1845 Сіам провів успішну війну з В'єтнамом, який посилено намагався захопити панування над Камбоджею. До цього часу стало ясно, що незалежність кожної країни в регіоні була фіктивною, і залежала від політики колоніальних держав. Це було продемонстровано британцями під час опіумної війни з Китаєм у 1839—1842. У 1850 англійці і американці направили дипломатичні місії в Бангкок, які вимагали скасувати всі торгові обмеження по відношенню до інших держав, а також зажадали недоторканності своїх громадян (екстериторіальності). Їм у цьому було відмовлено. Найбільшою спадщиною Рами III в Бангкоку вважається спорудження нового храмового комплексу.

### Рама IV (1851—1868)
У 1851 р. майбутній король Монгкут залишає монастир і вступає на престол як Рама IV. Офіційно він був абсолютним монархом, але фактично його влада була обмежена. Його перші спроби реформ стосувалися запровадження сучасної системи управління, обмеження рабства, і поліпшення прав жінок, але не були успішні.
У 1855 це тиск виразилося у вигляді місії на чолі з губернатором Гонконгу, сером Джоном Боурінгом, який прибув до Бангкока з вимогою негайних змін, підкріпленими загрозою застосування сили. Король негайно підписав новий договір: обов'язки короля були обмежені, королівські монополії в торгівлі були скасовані, екстериторіальність було надано британським громадянам. Інші західні держави отримали аналогічні преференції незабаром.
Незабаром після цього стало зрозуміло, що реальною загрозою для Сіаму є не британці, а французи. Британці були зацікавлені в торгівлі, французи ж хотіли побудувати колоніальну імперію. У 1859 вони зайняли Сайгон і в 1867 встановили протекторат над Південним В'єтнамом. Рама IV сподівався на британський захист, оскільки він пішов на необхідні ними поступки. Пізніше виявилося, це була ілюзія, однак, незважаючи на це, британці бачили Сіам в якості буферної держави між британської Бірмою і Індокитаєм.

### Рама V (1868—1910)
У 1868 Рама IV помер, його 15-річний син, Чулалонгкорн царював під ім'ям Рами V, а нині відомий як Рама Великий. Рама V був першим королем, який отримав західну освіту від англійської гувернантки Анни.
Перший рік замість Рами V правила регентська рада, але коли король в 1873 досяг повноліття, він взяв владу в свої руки. За наказом нового короля було створено Державну раду,. Король оголосив, що рабство скоро буде скасовано, а раби зможуть викупити свою свободу.
Спочатку старші князі та інші консерватори успішно протидіяли реформам царя, але потім старше покоління було замінено молодшим — братами короля. Це забезпечило швидку реалізацію реформ і переозброєння армії.
У 1893 французи розпалили прикордонний спір, щоб спровокувати кризу. Французькі канонерські човни з'явилися в Бангкоку і зажадали капітуляції території Лаосу на схід від річки Меконг. Король нічого не міг зробити. Французи, однак, продовжували тиск на Сіам, і в 1896—1907 Сіам втратив величезні території (Лаос і Камбоджу).
Між тим, тривали реформи, які перетворили країну з абсолютної монархії в сучасну національну державу. Цей процес проводили сини короля Рами V, які отримали освіту в Європі. По всій країні створювалися залізні дороги і телеграфні лінії, які з'єднали зі столицею провінції. Національна валюта — бат, була прив'язана до золотого стандарту, і сучасна податкова система замінила довільні побори і трудові повинності минулого. В 1910 році король помер.

### Рама VI (1910—1925)
Результатом однієї з реформ Рами V було введення нового порядку престолонаслідування за західним зразком, так що в 1910 році трон мирно перейшов до Вачиравуду (Рами VI). Він отримав освіту в британському Королівському військовому училищі в Сандхерсті і Оксфорді, і тому був сильно вестернізованій джентльменом. Одна з проблем Сіаму в цей період полягала в збільшується розрив між отримували освіту на Заході членів королівської сім'ї і знаті та іншою частиною країни.
З часів Рами V, король, як і раніше, абсолютний монарх, виступав також в якості прем'єр-міністра, а на всі вищі державні посади призначав членів своєї сім'ї. Рама VI продовжив соціальну програму реформ свого батька: полігамія була скасована, початкова освіта стала обов'язковою, а з 1916 року у Сіамі з'явилося вищу освіту після заснування Чулалонгкорнського університету, який став кузнею нової сіамської інтелігенції.
В 1917 році Сіам оголосив війну Німеччині, для того, щоб розташувати до себе британців і французів. Символічне участь Сіаму в Першій світовій війні дало йому право на участь в конференції у Версалі, і міністр закордонних справ використав цю можливість для вимоги скасувати положення конвенцій минулого століття і, тим самим, відновити повний сіамський суверенітет. Сполучені Штати денонсували угоди вже в 1920 році, Франція і Велика Британія послідували їх прикладу в 1925 році. Ця перемога додала популярності королю, але незабаром була затьмарена невдоволенням з інших питань, таких як повоєнний погіршення рівня життя 1919 року в Сіамі. Важливе значення мав той факт, що король не мав сина. Мабуть тому, що він вважав за краще суспільство чоловіків більше, ніж жінок (це викликало справжній переполох у суспільстві).

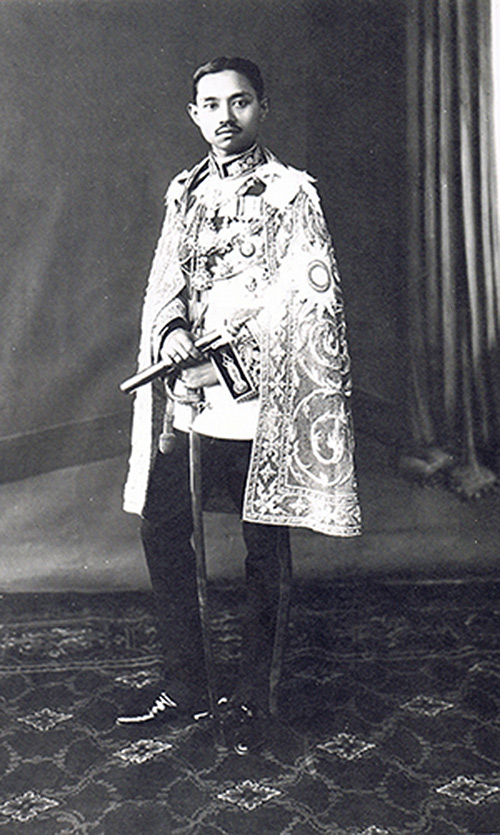
Рама VII

### Рама VII (1925—1941)
Коли в 1925 Рама VI раптово помер у віці 44 років, виникла криза монархічної системи правління. Наступником став молодший брат короля Праджадхіпок (Рама VII), який успадкував країну, ослаблену недоліками абсолютної влади. Фінанси держави були в стані хаосу, також як і сіамська внутрішня політика. Преса в Бангкоку стала все голосніше і відвертіше критикувати уряд.
Спроба реформ, розпочата новим монархом, провалилася. Тиск на короля з метою проведення реальних політичних реформ став особливо сильним з боку цивільних службовців, які друкували статті, що виражали їхні погляди, у газетах в Бангкоку. Почалося формування реформаторського руху.
Виник також тиск з боку ділових кіл, які хотіли фінансової стабільності. Відновлення економіки в 20-х роках дещо знизило напруженість, але потім у 1930 році почалася Велика Депресія, яка ще більше підірвала фінансовий добробут держави.
У 1932 король виступив із зверненням до підданих. Країна в цей момент знаходилася в глибокій рецесії, тому слова короля не були добре прийняті. Під тиском заворушень у столиці, уряд погодився на конституцію, в якій король став ділити владу з прем'єр-міністром. Спираючись на армійські частини, Народна партія здійснила 24 червня 1932 державний переворот. Так закінчилися 150 років абсолютної влади династії Чакрі.